# قابلیت مغناطیسی
در الکترومغناطیس، حساسیت مغناطیسی میزان مغناطیسی شدن یک ماده در میدان مغناطیسی اعمال شده‌است. نسبت مغناطش M (ممان مغناطیسی در واحد حجم) به شدت میدان مغناطیسی اعمال شده H است. این اجازه می‌دهد تا یک طبقه‌بندی ساده، به دو دسته، از پاسخ‌های بیشتر مواد به یک میدان مغناطیسی اعمال شده: یک تراز با میدان مغناطیسی، χ > ۰، به نام پارامغناطیس، یا یک تراز در برابر میدان، χ < ۰، به نام دیامغناطیس.
حساسیت مغناطیسی نشان می‌دهد که آیا یک ماده به یک میدان مغناطیسی جذب یا دفع می‌شود. مواد پارامغناطیس با میدان اعمال شده همسو می‌شوند و به مناطقی با میدان مغناطیسی بزرگتر جذب می‌شوند. مواد دیامغناطیس ضد تراز هستند و به سمت مناطقی با میدان‌های مغناطیسی پایین‌تر رانده می‌شوند. در بالای میدان اعمال شده، مغناطش مواد میدان مغناطیسی خود را اضافه می‌کند و باعث می‌شود خطوط میدان در پارامغناطیس متمرکز شوند یا در دیامغناطیس حذف شوند. اندازه‌گیری‌های کمی حساسیت مغناطیسی نیز بینشی در مورد ساختار مواد ارائه می‌دهد و بینشی را در مورد سطوح پیوند و انرژی ارائه می‌کند. علاوه بر این به‌طور گسترده‌ای در زمین‌شناسی برای مطالعات دیرینه مغناطیسی و زمین‌شناسی ساختاری استفاده می‌شود.
خاصیت مغناطیسی مواد از خواص مغناطیسی سطح اتمی ذرات ساخته شده از آنها ناشی می‌شود. معمولاً گشتاورهای مغناطیسی الکترون‌ها بر این غالب هستند. الکترون‌ها در همه مواد وجود دارند، اما بدون هیچ میدان مغناطیسی خارجی، گشتاورهای مغناطیسی الکترون‌ها معمولاً به صورت جفت یا تصادفی انجام می‌شوند به طوری که مغناطیس کلی صفر است (به استثنای این مورد معمول فرومغناطیس است). دلایل اساسی که چرا گشتاورهای مغناطیسی الکترون‌ها به یک خط می‌رسند یا نیستند، بسیار پیچیده هستند و با فیزیک کلاسیک قابل توضیح نیستند. با این حال، یک ساده‌سازی مفید اندازه‌گیری حساسیت مغناطیسی یک ماده و اعمال شکل ماکروسکوپی معادلات ماکسول است. این به فیزیک کلاسیک اجازه می‌دهد تا پیش‌بینی‌های مفیدی انجام دهد و در عین حال از جزئیات مکانیکی کوانتومی خودداری کند.

## تعریف

### قابلیت حجمی
قابلیت مغناطیسی یک ثابت تناسب بدون بعد است که درجه مغناطیسی یک ماده را در پاسخ به میدان مغناطیسی اعمال شده نشان می‌دهد. یک اصطلاح مرتبط مغناطیسی پذیری است، نسبت بین گشتاور مغناطیسی و چگالی شار مغناطیسی. یک پارامتر نزدیک به هم نفوذپذیری است که مغناطیسی کل مواد و حجم را بیان می‌کند.
حساسیت مغناطیسی حجمی که با نماد χv نشان داده می‌شود (اغلب به سادگی χ، گاهی χm- مغناطیسی، برای تشخیص از حساسیت الکتریکی)، در سیستم بین‌المللی واحدها تعریف شده‌است- در سیستم‌های دیگر ممکن است ثابت‌های اضافی وجود داشته باشد - با رابطه زیر:
{\displaystyle \mathbf {M} =\chi _{\text{v}}\mathbf {H} .}
M مغناطش مواد (ممان دوقطبی مغناطیسی در واحد حجم)، با واحد آمپر بر متر است،
H قدرت میدان مغناطیسی است، همچنین با واحد آمپر بر متر.
بنابراین χv یک کمیت بدون بعد است
با استفاده از واحدهای SI، القای مغناطیسی B با رابطه به H مرتبط است.
{\displaystyle \mathrm {B} =\mu 0(\mathrm {H} +\mathrm {M} )=\mu 0(1+\chi \nu )\mathrm {H} =\mu \mathrm {H} }
که در آن μ0 نفوذپذیری خلاء است (جدول ثابت‌های فیزیکی را ببینید)، و (۱ + χv) نفوذپذیری نسبی ماده است؛ بنابراین، حساسیت مغناطیسی حجم χv و نفوذپذیری مغناطیسی μ با فرمول زیر مرتبط هستند:
{\displaystyle \mu =\mu _{0}\left(1+\chi _{\text{v}}\right).}
گاهی اوقات یک کمیت کمکی به نام شدت مغناطیسی I (که به عنوان قطبش مغناطیسی J نیز شناخته می‌شود) و با واحد تسلا، به صورت تعریف می‌شود.
{\displaystyle \mathbf {I} =\mu _{0}\mathbf {M} .}
ین اجازه می‌دهد تا توصیف جایگزینی از همه پدیده‌های مغناطیسی بر حسب کمیت‌های I و B، برخلاف M و H که معمولاً استفاده می‌شود، ارائه دهد.

### قابلیت مولی و قابلیت جرمی
دو معیار دیگر از حساسیت وجود دارد، حساسیت مغناطیسی مولی χm) با واحد m3 /mol، و حساسیت مغناطیسی جرمی χρ) با واحد m3 /kg که در زیر تعریف شده‌اند، که ρ چگالی با واحد است. kg/ m3 و M جرم مولی با واحد kg/mol است:
{\displaystyle {\begin{aligned}\chi _{\rho }&={\frac {\chi _{\text{v}}}{\rho }};\\\chi _{\text{m}}&=M\chi _{\rho }={\frac {M}{\rho }}\chi _{\text{v}}.\end{aligned}}}

## در واحدهای CGS
تعاریف فوق بر اساس سیستم بین‌المللی مقادیر (ISQ) است که SI بر اساس آن است. با این حال، بسیاری از جداول حساسیت مغناطیسی مقادیر مربوط به سیستم CGS را نشان می‌دهد (به‌طور خاص CGS-EMU، مخفف واحدهای الکترومغناطیسی، یا Gaussian-CGS؛ هر دو در این زمینه یکسان هستند). مقادیری که نفوذپذیری فضای آزاد را برای هر سیستم مشخص می‌کنند، معادلات تعریف کننده متفاوتی دارند:
{\displaystyle \mathbf {B} ^{\text{CGS}}=\mathbf {H} ^{\text{CGS}}+4\pi \mathbf {M} ^{\text{CGS}}=\left(1+4\pi \chi _{\text{v}}^{\text{CGS}}\right)\mathbf {H} ^{\text{CGS}}.}
حساسیت CGS مربوطه در ۴ {\displaystyle \pi } ضرب می‌شود تا کمیت‌های ISQ مربوطه (اغلب به عنوان کمیت‌های SI نامیده می‌شود) با واحدهای یکسان بدست آید:
{\displaystyle \chi _{\text{m}}^{\text{SI}}=4\pi \chi _{\text{m}}^{\text{CGS}}}
{\displaystyle \chi _{\text{v}}^{\text{SI}}=4\pi \chi _{\text{v}}^{\text{CGS}}}
{\displaystyle \chi _{\text{ρ}}^{\text{SI}}=4\pi \chi _{\text{ρ}}^{\text{CGS}}}
به عنوان مثال، حساسیت مغناطیسی حجم CGS آب در ۲۰درجه سانتیگراد ۷٫۱۹×۱۰−۷ است که با استفاده از قرارداد SI ۹٫۰۴×۱۰−۶ است، هر دو کمیت بدون بعد هستند. در حالی که برای اکثر کمیت‌های الکترومغناطیسی، سیستم کمیت‌ها متعلق به کدام سیستم می‌تواند با ناسازگاری واحدهای آنها ابهام‌زدایی کند، این در مورد کمیت‌های حساسیت صادق نیست.
در فیزیک معمول است که حساسیت جرمی CGS را با واحد cm3 /g یا emu/g⋅Oe -1 و حساسیت مولی CGS را با واحد cm3 /mol یا emu/mol⋅Oe -1 مشاهده کنیم.

## پارامغناطیس و دیامغناطیس
اگر χ مثبت باشد، یک ماده می‌تواند پارامغناطیس باشد. در این حالت میدان مغناطیسی در ماده با مغناطش القایی تقویت می‌شود. متناوباً، اگر χ منفی باشد، ماده دیامغناطیس است. در این حالت میدان مغناطیسی در ماده با مغناطش القایی ضعیف می‌شود. به‌طور کلی، مواد غیر مغناطیسی پارا یا دیامغناطیسی هستند زیرا بدون میدان مغناطیسی خارجی دارای خاصیت مغناطیسی دائمی نیستند. مواد فرومغناطیسی، فری مغناطیسی یا ضد فرومغناطیسی حتی بدون میدان مغناطیسی خارجی دارای خاصیت مغناطیسی دائمی هستند و حساسیت میدان صفر مشخصی ندارند.

### اندازه‌گیری تجربی
حساسیت مغناطیسی حجم با تغییر نیروی احساس شده بر روی یک ماده زمانی که یک گرادیان میدان مغناطیسی اعمال می‌شود اندازه‌گیری می‌شود. اندازه‌گیری‌های اولیه با استفاده از گوی بالانس که در آن نمونه ای بین قطب‌های یک الکترومغناطیس آویزان می‌شود. تغییر وزن هنگام روشن شدن الکترومغناطیس متناسب با حساسیت است. امروزه سیستم‌های اندازه‌گیری پیشرفته از یک ابررسانایی آهنربا. یک جایگزین این است که تغییر نیروی را در یک آهنربای فشرده قوی پس از قرار دادن نمونه اندازه‌گیری کنید. این سیستم که امروزه به‌طور گسترده‌ای مورد استفاده قرار می‌گیرد ،Evans balance (تعادل ایوانر). برای نمونه‌های مایع، حساسیت را می‌توان از وابستگی NMR فرکانس نمونه در شکل یا جهت‌گیری آن.
روش دیگری که از تکنیک‌های NMR استفاده می‌کند، اعوجاج میدان مغناطیسی را در اطراف نمونه غوطه ور در آب داخل اسکنر MR اندازه‌گیری می‌کند. این روش برای مواد دیامغناطیس با حساسیت‌های مشابه آب بسیار دقیق است.

### حساسیت تانسور
حساسیت مغناطیسی اکثر کریستال‌ها یک کمیت اسکالر نیست. پاسخ مغناطیسی M به جهت‌گیری نمونه بستگی دارد و می‌تواند در جهت‌هایی غیر از میدان اعمال شده H رخ دهد. در این موارد، حساسیت حجمی به عنوان یک تانسور تعریف می‌شود:
{\displaystyle M_{i}=H_{j}\chi _{ij}}
که در آن i و j به ترتیب به جهات (مثلاً مختصات دکارتی x و y) میدان اعمال شده و مغناطش اشاره دارند؛ بنابراین تانسور درجه ۲ (مرتبه دوم)، بعد (۳٬۳) است که مؤلفه مغناطیسی را در جهت i از میدان خارجی اعمال شده در جهت j توصیف می‌کند.

### حساسیت افتراقی
در بلورهای فرومغناطیسی رابطه بین M و H خطی نیست. برای تطبیق با این موضوع، از تعریف کلی تری از حساسیت دیفرانسیل استفاده می‌شود:
{\displaystyle \chi _{ij}^{d}={\frac {\partial M_{i}}{\partial H_{j}}}}
جایی که χd
ij تانسوری است که از مشتقات جزئی اجزای M نسبت به اجزای H مشتق شده‌است. هنگامی که اجبار ماده موازی با میدان اعمال شده کوچکتر از این دو باشد، حساسیت دیفرانسیل تابعی از میدان اعمال شده و برهمکنش‌های خود است، مانند magnetic anisotropy (ناهمسانگردی مغناطیسی) هنگامی که ماده اشباع نشده باشد، اثر غیرخطی خواهد بود و به پیکربندی domain wall (دیوار دامنه) ماده بستگی دارد.

### در حوزه فرکانس
هنگامی که حساسیت مغناطیسی در پاسخ به یک میدان مغناطیسی AC (یعنی میدان مغناطیسی که به صورت سینوسی تغییر می‌کند) اندازه‌گیری می‌شود، به این حساسیت AC می‌گویند. حساسیت AC (و "نفوذپذیری AC" مرتبط با آن) کمیت‌های اعداد مختلط هستند و پدیده‌های مختلفی مانند رزونانس را می‌توان در حساسیت AC مشاهده کرد که در حساسیت میدان ثابت (DC) نمی‌تواند رخ دهد. به‌طور خاص، هنگامی که یک میدان AC عمود بر جهت تشخیص اعمال می‌شود (به نام "حساسیت عرضی" بدون توجه به فرکانس)، این اثر در فرکانس رزونانس فرومغناطیسی ماده با یک میدان اعمال شده ایستا معین به اوج می‌رسد. در حال حاضر، این اثر در ادبیات نفوذپذیری مایکروویو یا تشدید فرومغناطیسی شبکه نامیده می‌شود. این نتایج به پیکربندی دیواره دامنه مواد و جریان‌های گردابی حساس هستند.
از نظر رزونانس فرومغناطیسی، اثر میدان AC اعمال شده در امتداد جهت مغناطیسی را پمپاژ موازی می‌نامند.

## جدول نمونه‌ها
| Material                  | Temp. | Pressure | Molar susceptibility | Molar susceptibility | Mass susceptibility | Mass susceptibility | Volume susceptibility | Volume susceptibility | Molar mass | Density   |
| Material                  | (°C)  | (atm)    | χSI m (m3/mol)       | χCGS m (cm3/mol)     | χSI ρ (m3/kg)       | χCGS ρ (cm3/g)      | χSI v (1)             | χCGS v (1)            | M (g/mol)  | ρ (g/cm3) |
| ------------------------- | ----- | -------- | -------------------- | -------------------- | ------------------- | ------------------- | --------------------- | --------------------- | ---------- | --------- |
| Helium                    | ۲۰    | ۱        | −۲٫۳۸×10−11          | −۱٫۸۹×10−6           | −۵٫۹۳×10−9          | −۴٫۷۲×10−7          | −۹٫۸۵×10−10           | −۷٫۸۴×10−11           | ۴٫۰۰۲۶     | ۱٫۶۶×10−4 |
| Xenon                     | ۲۰    | ۱        | −۵٫۷۱×10−10          | −۴٫۵۴×10−5           | −۴٫۳۵×10−9          | −۳٫۴۶×10−7          | −۲٫۳۷×10−8            | −۱٫۸۹×10−9            | ۱۳۱٫۲۹     | ۵٫۴۶×10−3 |
| Oxygen                    | ۲۰    | ۰٫۲۰۹    | +۴٫۳×10−8            | +۳٫۴۲×10−3           | +۱٫۳۴×10−6          | +۱٫۰۷×10−4          | +۳٫۷۳×10−7            | +۲٫۹۷×10−8            | ۳۱٫۹۹      | ۲٫۷۸×10−4 |
| Nitrogen                  | ۲۰    | ۰٫۷۸۱    | −۱٫۵۶×10−10          | −۱٫۲۴×10−5           | −۵٫۵۶×10−9          | −۴٫۴۳×10−7          | −۵٫۰۶×10−9            | −۴٫۰۳×10−10           | ۲۸٫۰۱      | ۹٫۱۰×10−4 |
| Air (NTP)                 | ۲۰    | ۱        |                      |                      |                     |                     | +۳٫۶×10−7             | +۲٫۹×10−8             | ۲۸٫۹۷      | ۱٫۲۹×10−3 |
| Water                     | ۲۰    | ۱        | −۱٫۶۳۱×10−10         | −۱٫۲۹۸×10−5          | −۹٫۰۵۱×10−9         | −۷٫۲۰۳×10−7         | −۹٫۰۳۵×10−6           | −۷٫۱۹۰×10−7           | ۱۸٫۰۱۵     | ۰٫۹۹۸۲    |
| Paraffin oil, 220–260 cSt | ۲۲    | ۱        |                      |                      | −۱٫۰۱×10−8          | −۸٫۰×10−7           | −۸٫۸×10−6             | −۷٫۰×10−7             |            | ۰٫۸۷۸     |
| PMMA                      | ۲۲    | ۱        |                      |                      | −۷٫۶۱×10−9          | −۶٫۰۶×10−7          | −۹٫۰۶×10−6            | −۷٫۲۱×10−7            |            | ۱٫۱۹۰     |
| PVC                       | ۲۲    | ۱        |                      |                      | −۷٫۸۰×10−9          | −۶٫۲۱×10−7          | −۱٫۰۷۱×10−5           | −۸٫۵۲×10−7            |            | ۱٫۳۷۲     |
| Fused silica glass        | ۲۲    | ۱        |                      |                      | −۵٫۱۲×10−9          | −۴٫۰۷×10−7          | −۱٫۱۲۸×10−5           | −۸٫۹۸×10−7            |            | ۲٫۲۰      |
| Diamond                   | r.t.  | ۱        | −۷٫۴×10−11           | −۵٫۹×10−6            | −۶٫۲×10−9           | −۴٫۹×10−7           | −۲٫۲×10−5             | −۱٫۷×10−6             | ۱۲٫۰۱      | ۳٫۵۱۳     |
| Graphite χ⊥               | r.t.  | ۱        | −۷٫۵×10−11           | −۶٫۰×10−6            | −۶٫۳×10−9           | −۵٫۰×10−7           | −۱٫۴×10−5             | −۱٫۱×10−6             | ۱۲٫۰۱      | ۲٫۲۶۷     |
| Graphite χ∥               | r.t.  | ۱        | −۳٫۲×10−9            | −۲٫۶×10−4            | −۲٫۷×10−7           | −۲٫۲×10−5           | −۶٫۱×10−4             | −۴٫۹×10−5             | ۱۲٫۰۱      | ۲٫۲۶۷     |
| Graphite χ∥               | −۱۷۳  | ۱        | −۴٫۴×10−9            | −۳٫۵×10−4            | −۳٫۶×10−7           | −۲٫۹×10−5           | −۸٫۳×10−4             | −۶٫۶×10−5             | ۱۲٫۰۱      | ۲٫۲۶۷     |
| Aluminium                 |       | ۱        | +۲٫۲×10−10           | +۱٫۷×10−5            | +۷٫۹×10−9           | +۶٫۳×10−7           | +۲٫۲×10−5             | +۱٫۷۵×10−6            | ۲۶٫۹۸      | ۲٫۷۰      |
| Silver                    | ۹۶۱   | ۱        | +۲٫۳×10−10           | +۱٫۸×10−5            |                     |                     | −۲٫۳۱×10−5            | −۱٫۸۴×10−6            | ۱۰۷٫۸۷     |           |
| Bismuth                   | ۲۰    | ۱        | −۳٫۵۵×10−9           | −۲٫۸۲×10−4           | −۱٫۷۰×10−8          | −۱٫۳۵×10−6          | −۱٫۶۶×10−4            | −۱٫۳۲×10−5            | ۲۰۸٫۹۸     | ۹٫۷۸      |
| Copper                    | ۲۰    | ۱        |                      |                      | −۱٫۰۷۸۵×10−9        |                     | −۹٫۶۳×10−6            | −۷٫۶۶×10−7            | ۶۳٫۵۴۶     | ۸٫۹۲      |
| Nickel                    | ۲۰    | ۱        |                      |                      |                     |                     | ۶۰۰                   | ۴۸                    | ۵۸٫۶۹      | ۸٫۹       |
| Iron                      | ۲۰    | ۱        |                      |                      |                     |                     | ۲۰۰۰۰۰                | ۱۵۹۰۰                 | ۵۵٫۸۴۷     | ۷٫۸۷۴     |